# Т-клітинна терапія лейкозу
Tisagenlecleucel (торгова назва Kymriah) — це персоналізована терапія гострого В-клітинного лімфобластного лейкозу. Лікування передбачає використання власних Т-клітин організму хворого для боротьби з раком (адоптивне перенесення клітин).
У хворого на В-клітинний лейкоз виділяють Т-клітини, генетично модифікують, щоб створити на їх поверхні специфічний Т-клітинний рецептор, який реагує на ракові клітини, і вводять назад хворому. Т-клітини розроблені таким чином, щоб зв'язуватись з протеїном CD19, що зазвичай зустрічається на поверхні В-клітин. Химерний Т-клітинний рецептор («CAR-T») представляється на поверхні Т-клітини.
Винайдення терапії й початкові стадії її розробки були здійснені в Університеті Пенсільванії; Novartis завершив розробку, отримав офіційне схвалення FDA, і продає терапію. У серпні 2017 року дане лікування в США стало першим затвердженим FDA, що включає етап генної терапії.
Лікування генетично модифікованими Т-клітинами застосовують як монотерапію, вартість якої складає 475 000 доларів США. За словами Novartis, це дешевше, ніж деякі трансплантати кісткового мозку. Novartis стверджує, що не стягуватиме кошти за лікування з тих, на кого воно не подіє.

## Історія
Лікування розроблено групою, яку очолює Carl H. June з Університету Пенсильванії, що має ліцензію Novartis.
У квітні 2017 р. CTL019 отримав відмітку «інноваційна терапія» від US FDA як спосіб лікування рецидивуючої або рефрактерної дифузної В-крупноклітинної лімфоми.
У липні 2017 року консультативний комітет FDA одностайно рекомендувало схвалити терапію для лікування гострого В-клітинного лімфобластного лейкозу хворих, які не реагують на інші методи лікування або мали рецидив.
У серпні 2017 року FDA схвалило використання Tisagenlecleucel для лікування пацієнтів з гострим лімфобластним лейкозом. За даними Novartis, лікування буде проводитись у спеціальних медичних центрах кваліфікованими працівниками, які знають, як впоратись з можливими побічними реакціями на терапію.

## Виготовлення препарату
Лікування, що триває 22 дні, підбирають індивідуально для кожного пацієнта. Т-клітини виділяють з крові, котру беруть у хворого. Виділені клітини модифікують за допомогою вірусу, який вводить ген, що кодує синтез химерних антигенних рецепторів (CAR) на поверхні клітинної мембрани, в геном Т-клітин. Химерний антигенний рецептор дозволяє Т-клітинам розпізнавати й атакувати ракові клітини.
Химерний антигенний рецептор використовує співстимулюючий 4-1BB домен, щоб посилити імунну відповідь.

## Клінічні випробування
Терапія пройшла другу фазу клінічних випробувань як спосіб лікування рецидивуючого або рефрактерного В-клітинного лімфобластного лейкозу. Поширеним побічним ефектом є синдром вивільнення цитокінів (CRS).

## Додаткові дані
- BLA 125646 Tisagenlecleucel — Novartis Briefing document to FDA ODAC